# Аль-Мансур Мухаммад ібн Усман
Аль-Мансур Насір ад-Дін Мухаммад ібн Усман (араб. المنصور ناصر الدين محمد بن العزيز) (1189 — після 1216) — третій єгипетський султан з династії Аюбідів.

## Життєпис
Аль-Мансур був онуком засновника династії, Салах ад-Діна, і став наступником свого батька аль-Азіза 1198 року. На той момент йому було лише 12 років. Невдовзі спалахнула боротьба між різними військовими угрупуваннями за пост атабека — головнокомандувача — й регента. Одна фракція, Salahiyya чи «мамлюки Салах ад-Діна», бажали бачити регентом брата першого султана аль-Аділя, оскільки той був дуже здібною й досвідченою людиною. Інша фракція, Asadiyya чи мамлюки дядька Салах ад-Діна Асад ад-Діна Ширкуха, виступали за старшого сина Салах ад-Діна, аль-Афдаля.
Первинно аль-Афдаль мав деяку перевагу, укріпившись у Єгипті, натомість аль-Аділь перебував у Сирії. Аль-Афдаль був оголошений атабеком. У подальшій війні аль-Афдаль напав на Дамаск, але невдовзі втратив перевагу, а у лютому 1200 року аль-Аділь вступив до Каїра. Упродовж кількох днів він видалив ім'я аль-Мансура з п'ятничної молитви та замінив його на своє, тим самим усунувши від влади малолітнього султана.
Після повалення аль-Мансур Мухаммад був засланий до Алеппо. Там він жив при дворі свого дядька, еміра аз-Захіра Газі, який 1216 року проголосив його спадкоємцем емірату у разі, якщо його власні сини помруть раніше за нього. Подальша доля аль-Мансура невідома.